# محمد علي حافظ
محمد بن علي بن عبد القادر حافظ ، صحفي سعودي ورئيس جريدة الندوة وجريدة عرب نيوز وجريدة الشرق الأوسط سابقا.

## نشأته
ولد في المدينة المنورة عام 1937م وتزامن مولده مع صدور أول عدد من جريدة المدينة التي أصدرها وحررها والده علي حافظ وعمه عثمان حافظ. درس في السعودية حتى الثانوية ثم نال منحة دراسية إلى مصر حيث درس وتخرج بشهادة ليسانس في الصحافة من جامعة القاهرة.

## مسيرته الصحفية
عمل في «مطبعة الرائدين» وتدرب خلال الفترة على العمل الصحفي في دار «أخبار اليوم» بإشراف صاحبها الأستاذ مصطفى أمين. في عام 1960م عاد إلى المملكة وانخرط في سلك الخدمة المدنية بوزارة الإعلام.
1961 - 1964م، عيّن رئيساً لتحرير جريدة المدينة اليومية بالاشتراك مع أخيه هشام وطوراها. في عام 1976م أصبح المدير العام لشركة «المدينة المنورة للطباعة والنشر» التي تملكها أسرته ومقرها جدة. عاد إلى العمل الصحفي رئيساً لتحرير «عرب نيوز» أول جريدة يومية بالإنجليزية التي أصدرها بالاشتراك مع أخيه هشام عام 1975م.
شارك مع أخيه في تطوير دار «المدينة المنورة للطباعة والنشر». وأسسا شركة الخليجية للإعلان والشركة السعودية للتوزيع وشركة الأفق للنظم الإلكترونية وغيرها. اشترك مع أخيه هشام في رئاسة تحرير جريدة «الشرق الأوسط» أول جريدة عربية يومية دولية تطبع وتوزع في عدة دول في نفس اليوم. وهي واحدة من 24 مطبوعة أصدرتها الدار الصحفية لا تزال 16 منها تصدر بانتظام يومياً أو أسبوعياًُ أو شهرياً بالعربية والإنكليزية والأوروبية. كما أنه عضو مجلس إدارة عدة شركات تابعة للمجموعة السعودية للأبحاث والتسويق (المجموعة السعودية للأبحاث والإعلام حاليا) وعدد آخر من الشركات الخاصة التي يساهم في ملكيتها. اشتهر بكتاباته الصحفية وبعموده اليومي «صباح الخير» في صحف «المدينة»، ثم «عكاظ» و«الشرق الأوسط» وأخيراً في «الاقتصادية».